# 2018년 아시안 게임 트라이애슬론
2018년 아시안 게임 트라이애슬론은 인도네시아 팔렘방 자카바링 스포츠 시티에 있는 자카바링 호수에서 2018년 8월 31일부터 9월 1일까지 치러졌다. 남자와 여자 개인 종목이 치러지며 혼성 계주종목도 진행되었다.
개인 종목의 경우 세 가지 경기를 진행하였다. 수영 1.5km, 사이클 40km, 달리기 10km다. 계주 종목의 경우 남녀 두 명씩 총 네 명의 선수가 팀을 이루어 진행하며 한명당 수영 300m, 사이클 6.3km, 달리기 2.1km를 뛰는 식으로 진행되었다.

## 일정
모든 시간은 인도네시아 서부 표준시 (UTC+7)를 따른다.
| 일정                   | 날짜     | 시작 시간 |
| ---------------------- | -------- | --------- |
| 남자 트라이애슬론      | 8월 31일 | 07:00     |
| 여자 트라이애슬론      | 9월 1일  | 07:00     |
| 혼성 트라이애슬론 계주 | 9월 1일  | 07:00     |

## 메달리스트
| 종목             | 금                       | 은                                 | 동                  |
| ---------------- | ------------------------ | ---------------------------------- | ------------------- |
| 남자 개인 자세히 | 후루야 준페이 일본 (JPN) | 아얀 베이센바예프 카자흐스탄 (KAZ) | 리밍수 중국 (CHN)   |
| 여자 개인 자세히 | 다카하시 유코 일본 (JPN) | 종멍잉 중국 (CHN)                  | 허이롱 마카오 (MAC) |
| 혼성 계주 자세히 |                          |                                    |                     |